# 俄罗斯货运航空
俄罗斯货运航空（俄语：Аэрофлот-Карго，CJSC "Aeroflot-Cargo"）曾是俄罗斯航空的子公司，于2005年成立，于次年融入俄罗斯航空。俄罗斯货运航空曾是伏尔加-第聂伯航空货运子公司空桥货运航空之后俄境内第二大的货运航空公司。2009年6月，俄罗斯航空持有人宣布俄罗斯货运航空破产。